# ROK技術倶楽部
『ROK技術倶楽部』（ROKぎじゅつくらぶ）は、ラジオ沖縄（ROK）のトーク番組・BCL情報番組。2020年7月6日（番組表上の7月5日深夜）開始。
ラジオ沖縄技術管理部に所属する3人の若手技術スタッフが「ラジオ放送の裏側から見ている景色を、とことんマニアックに語る」番組である。

## 概要
毎週月曜未明（番組表上の日曜深夜）の0時00分 - 0時30分に放送。日曜編成の最終番組であり、同番組終了後、20秒枠のスポットCM（後述）、局名告知を経て放送休止に入る。番組開始前、ラジオ沖縄では日曜付けは24時（月曜0時）で放送終了となっていた。なお2023年現在も、不定期で年数回（主に夏季。台風被害により当初予定の日とは別に、臨時のメンテナンスが行われたこともある）、放送機器メンテナンスが実施されるため従来通り日曜付けを24時（月曜0時）で終了する場合があり、その時は休止となる。
3人が楽しげに会話するのを聞いていたラジオ沖縄社長（当時）の前川英之が「ラジオをやってみないか」と発案したのがきっかけで開始した番組である。収録はスタジオでなく、会議室などを使用して行われている。
地上波を遠距離受信して聴取してもらいたいスタッフの意向、つまりは番組のステイタスによりradikoはライブ配信に限られ、タイムフリー配信は原則として対象外となっている（但し稀にタイムフリーを行う回も存在し、翌週にメンテナンスによる早終了で休止になる日にタイムフリーを行うことがよくある）。「今週のラッキー音声」（後述）のみ、公式Twitterで収録風景の動画付きで配信される。
通常はCM枠なしのノンスポンサーであるが、2022年4月から6月までの3か月間は新潟県上越市に本社を構えるイベントプロダクションとCM制作業を運営する合同会社メディアックスがスポンサーについた。CM枠もオープニング後に20秒設けられ、提供読みも技術管理部自らがオープニング後とエンディング前に読み上げていた。スポンサー降板後は番組のヒッチハイク（番組本編終了後のCM）扱いのスポットCM枠でメディアックスのCMを引き続き流していたが、それも7月の1か月のみで終了した。現在はラジオ沖縄のほかの番組宣伝や事業CMに置き換わっている。
なお、初めて12月24-25日に掛る2023年のラジオ・チャリティー・ミュージックソン当日は、直近の完パケ（疑似生放送形式）の録音で、1時まで拡大放送され、IBC岩手放送ラジオの『おしゃべり技術くん』とのコラボコーナーがあった。

## 出演者
- ラジオ沖縄技術管理部員 3人[2][4]
全員が平成生まれ[7]、社内では若手に属する[4]。通常業務の合間を縫って収録を行っているため、毎週必ず3人が出演するわけではなく、放送回によっては2人の週や、1人のみの週もある。なお、出演と制作を兼務する3人のほかに、同世代の局員1人がスタッフとして参加している[7]。

## コーナー
技術管理部員が日常業務を語るオープニングトークののち、以下のコーナーが週替わりで行われる。
週替わりコーナー
- マニアック倶楽部
ラジオに限らない「ディープでマニアックなお話」を募る投稿コーナー。
- わたしのベリカード自慢
リスナーが所有するベリカード（受信確認証）の紹介コーナー。
- 受信報告書紹介
ROKに実際に届いた受信報告書を紹介するコーナー。

まれにではあるが、普通のお便りを紹介する日もあり、その場合週替わり各コーナーの時間が割愛されることもある。
今週のラッキー音声
局内の機材操作音などを聞かせるミニコーナー。
週替りコーナーののち、3人いずれかの選曲（毎月第4週と第5週はリスナーからのリクエスト曲）による音楽、エンディングトークを経て、「今週のラッキー音声」で終了する。但し時間の都合でラッキー音声のコーナーを割愛しそのまま終わる週もあるが、2022年以後はこのケースが多く発生している。

### 過去のコーナー
上越市の情報・メディアックスコーナー
2022年4月から6月までの最終日曜（翌日の月曜未明）には、スポンサーであるメディアックスの本社がある新潟県上越市の情報コーナーが設けられていた。また、メディアックスが取り組んでいる企業内容も紹介していた。
今週の唄うモールス
かつてエンディングで行われていたクイズコーナー。出題者がモールス符号を口頭で表現し、メールで解答を募集した。応募できるのは、番組のエンディングから局名告知終了までの限られた時間となっていた。